# 1900년 하계 올림픽 양궁 남자 오 코르동 도레 33m
1900년 하계 올림픽 양궁 남자 오 코르동 도레 33m는 프랑스 파리에서 개최된 1900년 하계 올림픽 양궁의 세부 종목이다. 1900년에 프랑스 파리에서 진행된 1900년 하계 올림픽 양궁의 세부 종목이다. 2개국에서 8명의 선수가 참가했지만, 상위 3명의 선수만 알려져있고 4위부터 8위까지의 선수는 알려져있지 않다.

## 경기 결과
| 순위 | 선수                     | 기록 |
| ---- | ------------------------ | ---- |
| 1    | 위베르트 방 이니스 (BEL) | 불명 |
| 2    | 빅토르 티보 (FRA)        | 불명 |
| 3    | 샤를 프레데릭 프티 (FRA) | 불명 |
| 4-8  | 불명                     | 불명 |

## 메달리스트
| 종목               | 금                          | 은                   | 동                          |
| ------------------ | --------------------------- | -------------------- | --------------------------- |
| 오 코르동 도레 33m | 위베르트 방 이니스 · 벨기에 | 빅토르 티보 · 프랑스 | 샤를 프레데릭 프티 · 프랑스 |

## 참고 문헌
- “1900년 하계 올림픽 양궁 경기 결과”. 국제 올림픽 위원회. (영어)
- De Wael, Herman. 《Herman's Full Olympians: "Archery 1900"》. 2007년 3월 12일에 원본 문서에서 보존된 문서. 2006년 1월 17일에 확인함.
- Mallon, Bill (1998). 《The 1900 Olympic Games, Results for All Competitors in All Events, with Commentary》. Jefferson, North Carolina: McFarland & Company, Inc., Publishers. ISBN 0-7864-0378-0.